# Il cigno nero (film 1942)
Il cigno nero (The Black Swan) è un film del 1942 diretto da Henry King: una storia di pirati, tratta dal libro omonimo (1932) di Rafael Sabatini e interpretata da Tyrone Power e Maureen O'Hara. Il film ebbe tre nomination agli Oscar, vincendo l'Oscar alla migliore fotografia.

## Trama
L'ex pirata Henry Morgan, nominato Sir dal governo britannico, fa ritorno nei Caraibi con il titolo di nuovo governatore al posto di Lord Denby: il suo compito è quello di eliminare la pirateria dalle acque caraibiche che lui conosce così bene. La sua prima mossa è quella di prendere contatto con i suoi vecchi compari per metterli davanti a una scelta: o proseguire nell'attività di filibustiere e venire cacciati dall'antico compagno di avventure, o entrare al suo servizio. Jamie Waring decide di seguire Morgan, mentre Billy Leech rifiuta sdegnosamente.

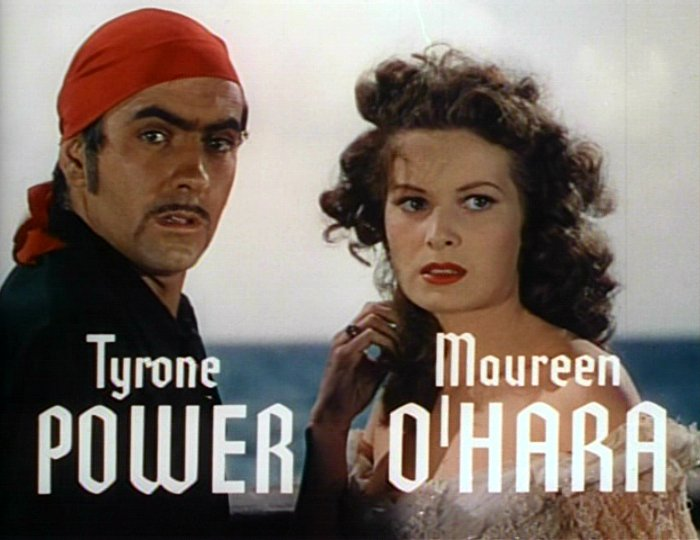
Sul Cigno nero

A Giamaica, Jamie conosce e si innamora di Margaret, figlia del vecchio governatore. Ma la ragazza, oltre a essere già fidanzata, gli mostra il suo disprezzo. Jamie non desiste e disobbedisce agli ordini di Morgan, rifiutando di partire in missione con la sua nave, e procrastinando la partenza per poter rapire la ragazza ed evitare che lei si sposi durante la sua assenza. La nave di Jamie viene catturata da Leech e dai pirati rimasti con lui. Per salvarsi, Jamie dice di aver lasciato Morgan, fingendo altresì di essere sposato a Margaret, ma il trucco non funziona e i pirati non gli credono. Morgan viene sollevato dal suo incarico dai notabili della colonia, mentre Jamie è accusato di tradimento. Sarà Margaret a salvarlo, con la sua testimonianza, negando di essere stata rapita contro la sua volontà. I due partiranno insieme a bordo del Cigno nero.

## Produzione

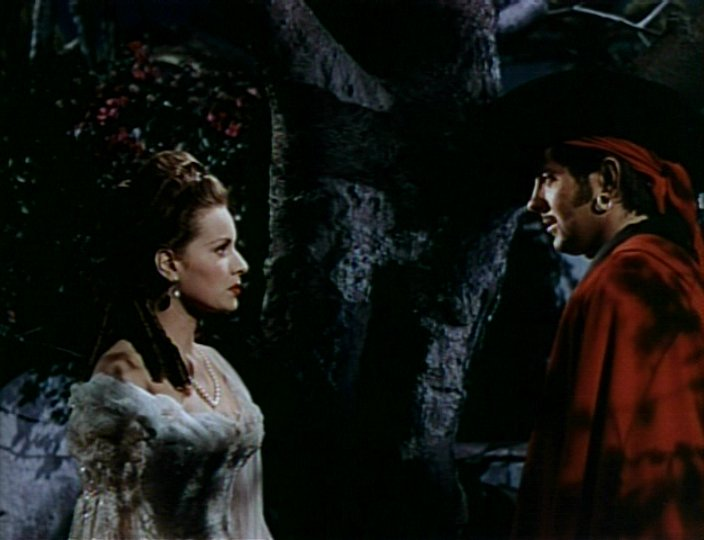
Tyrone Power e Maureen O'Hara

Prodotto dalla Twentieth Century Fox Film Corporation, il film venne girato a Cuba, in Florida, in Messico, in Honduras, in Giamaica a Port Royal e in California, a Griffith Park - 4730 Crystal Springs Drive di Los Angeles e allo Stage 6, 20th Century Fox Studios - 10201 Pico Blvd., Century City di Los Angeles.

## Distribuzione
Il film uscì nelle sale il 4 dicembre 1942, distribuito dalla Twentieth Century Fox Film Corporation.

### Date di uscita
- USA - 4 dicembre 1942	(The Black Swan)
- Svezia - 18 ottobre 1943	(Den svarta svanen)
- Portogallo - 20 dicembre 1943 (O Pirata Negro)
- Australia - 23 marzo 1944	(The Black Swan)
- Finlandia - 13 dicembre 1946 (Musta joutsen)
- Francia - 11 giugno 1947	(Le Cygne noir)
- Francia - 25 luglio 1947	 (Parigi)
- Austria - 24 gennaio 1949 (Der schwarze Schwan)
- Italia - 1948 (Il cigno nero)
- Danimarca	- 2 agosto 1950	(Den sorte svane)
- Germania Ovest - 13 ottobre 1950(Der Seeräuber)
- Portogallo - 26 dicembre 1950 (riedizione)

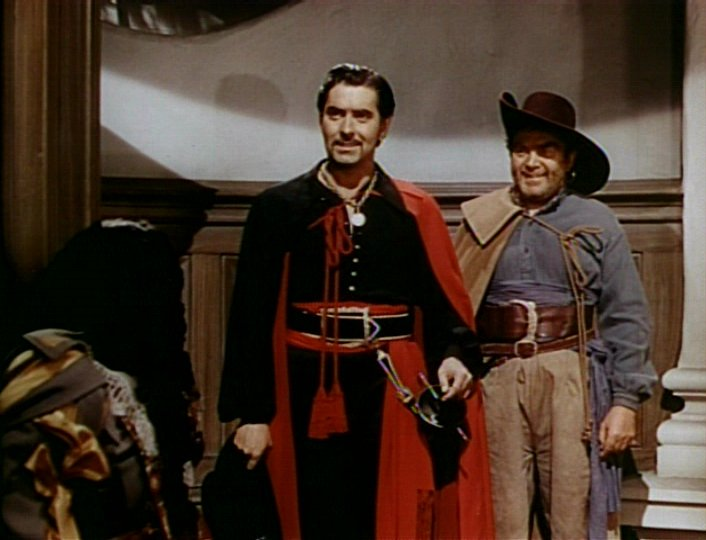
Tyrone Power e Thomas Mitchell

- USA - 1996 VHS00
- USA - 2006 DVD

## Riconoscimenti
- Leon Shamroy - Oscar alla migliore fotografia a colori 1943
- Il film fu candidato anche all'Oscar per i Migliori effetti speciali e all'Oscar per la Migliore colonna sonora per un film drammatico o commedia (musiche di Alfred Newman).